# Butale
Butale est une ville du Botswana.